# Frau von Elling
Die Frau von Elling (Dänisch: Ellingkvinden oder Ellingpigen) ist eine weibliche Moorleiche, die während der Vorrömischen Eisenzeit (etwa 200 v. Chr.) in einem Moor im Bjældskovdal in Jütland nahe Silkeborg in Dänemark bestattet wurde.

## Auffindung
In dem Moorgebiet 10 km westlich von Silkeborg, fand der Bauer Jens Zakariassen beim Torfstechen im Jahr 1938 eine menschliche Leiche. Da schon 1927 in derselben Gegend eine Moorleiche gefunden worden war, erkannte Zakariassen sofort, worum es sich bei seinem Fund handelte, und verständigte die zuständigen Behörden.
Fundort: 56° 9′ 54″ N, 9° 23′ 35″ O

## Untersuchung
Die relativ gut erhaltene Tote wurde im Block geborgen und im Dänischen Nationalmuseum in Kopenhagen untersucht. Dabei wurde festgestellt, dass es sich um die Leiche einer Frau handelte, die mit einem Umhang aus Schaffell bekleidet war. Um die Beine war ein Stück Rindsleder gewickelt, das eventuell zu einem zweiten Umhang gehörte.
Nach Abschluss der Untersuchung wurde die Frau von Elling gezeichnet, fotografiert und dann im Nationalmuseum eingelagert.
Erst 1976 wurde sie im Silkeborg Museum erneut untersucht. Die mangels Konservierung inzwischen mumifizierte Tote konnte trotzdem noch obduziert werden. An der wissenschaftlichen Untersuchung beteiligten sich Gerichtsmediziner, Röntgenärzte und Zahnärzte.

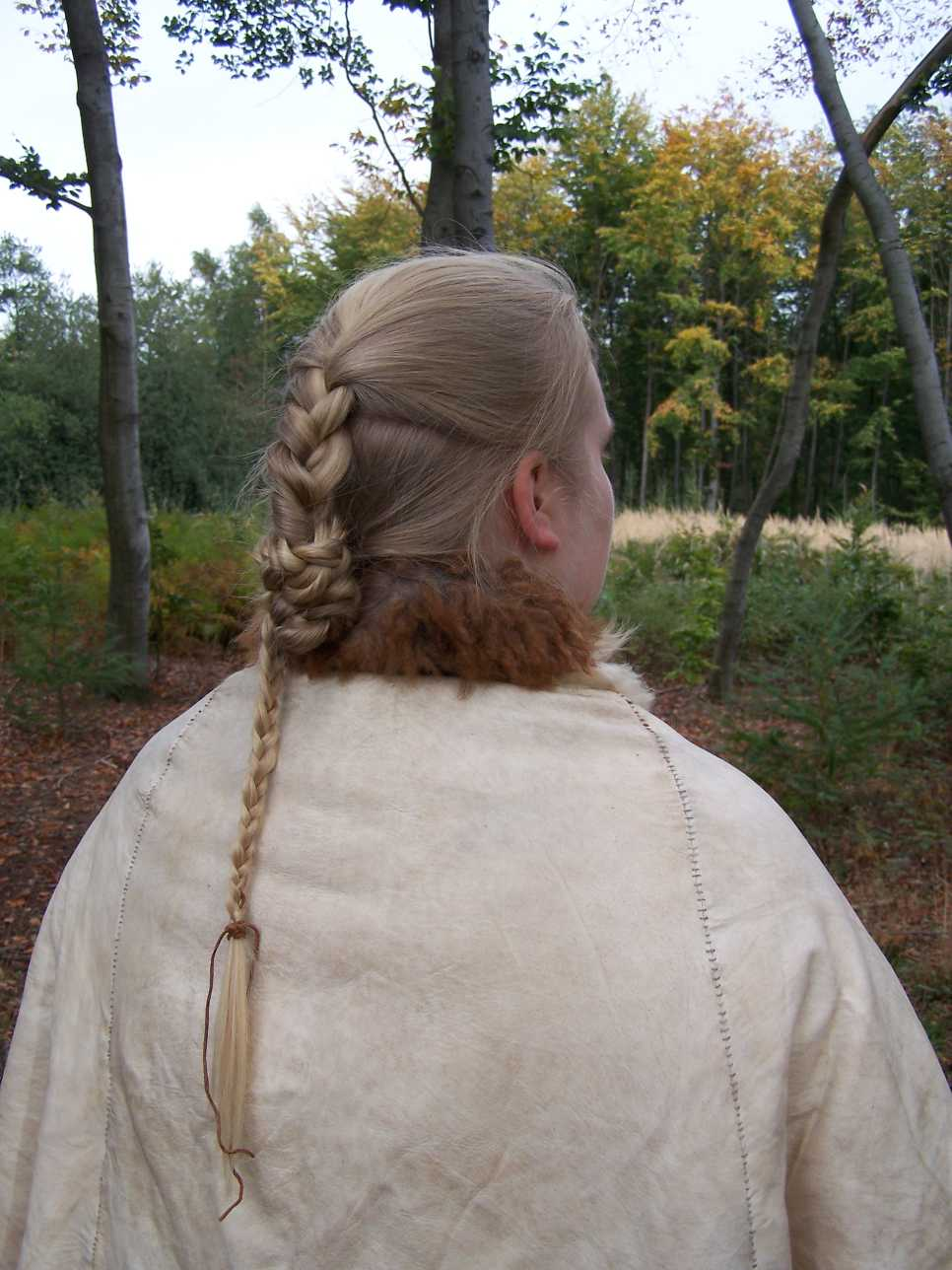
Rekonstruktion der Frisur und des Pelzcapes der Frau

## Die Tote
Bei der Untersuchung konnte festgestellt werden, dass die Frau von Elling zum Zeitpunkt ihres Todes etwa 30 Jahre alt und gesund war. Es ließen sich auch keine krankhaften Veränderungen feststellen, die auf vorherige Krankheiten hindeuten würden. Als Todesursache ließ sich mit großer Wahrscheinlichkeit Hängen oder Erwürgen feststellen: Am Hals fanden sich deutliche Würgemale, die genau zu der mit aufgefundenen Lederschlinge passen. Somit wurde die Frau von Elling wohl genau wie der 1950 nur 90 m entfernt gefundene Tollund-Mann, der auch erwürgt wurde, geopfert und im Moor versenkt.
Durch eine C-14 Datierung konnte der Zeitpunkt der Niederlegung der Toten im Moor auf 210 v. Chr. (± 70 Jahre) eingegrenzt werden.

### Frisur
Die Tote hatte etwa 90 cm lange Haare, die sie in einer komplizierten Flechtfrisur trug. Die Haare wurden, mit Ausnahme der Nackenhaare, auf dem Kopf zusammengekämmt und zu einem dreisträhnigen Zopf geflochten. Auf Höhe des Nackens wurden auch die restlichen Haare dazugenommen. Das Haar wurde in sieben Strähnen aufgeteilt, die in sich gedreht wurden, um dann (zu 2, 2, und 3) wieder zu einem dreisträhnigen Zopf geflochten zu werden. Dieser Zopf wurde dann zweimal oberhalb des Nackens um den geflochtenen Zopf gewickelt, der Rest hing lose an der linken Seite herunter.

### Kleidung
Der Schulterumhang, den die Frau trug, bestand aus feinem, kurz geschorenem Schaffell. Der Umhang reichte bis über die Hüften, wurde am Hals mit einer dünnen Lederschnur zugebunden und war aus mehreren viereckigen Stücken Pelz ordentlich mit feinem Garn zusammengenäht. Rund um die Vorderkante und den Hals war das Leder durch einen schmalen Lederstreifen verstärkt worden. Zu diesem Umhang gibt es mehrere erhaltene Vergleichsfunde wie den des Jungen von Kayhausen, des Mädchens von Dröbnitz, der Frau von Haraldskær oder des Mannes aus Jürdenerfeld. Dazu trug die Frau von Elling einen etwa 4–5 cm breiten und 67 cm langen, aus Schafwolle gewebten Gürtel.
Auf Grund der speziellen Erhaltungsbedingungen für organisches Material im Moorboden haben sich keine Kleidungsreste aus pflanzlichem Material erhalten – es ist aber nicht ausgeschlossen, dass ursprünglich z. B. eine Bluse und ein Rock aus Leinen zur Kleidung der Frau gehörten. So eine Kombination aus Rock, Bluse und Pelzumhang ist aus einigen zeitparallelen Funden, z. B. bei der Frau von Huldremose, bekannt. Damit ließe sich auch der vorhandene Gürtel erklären.